# 張宇 (媒體人)

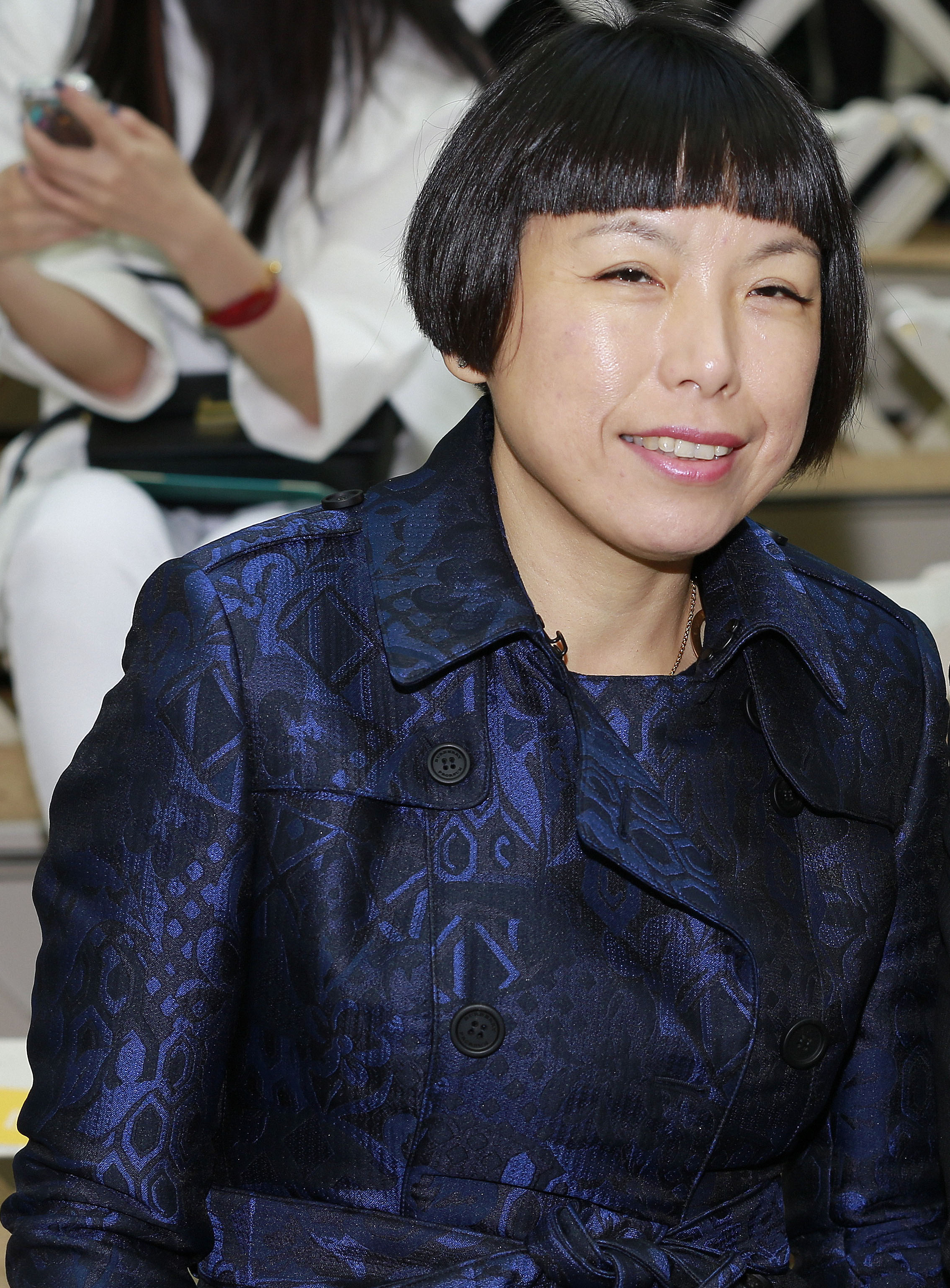
Angelica Cheung (2014)

張宇（英語：Angelica Cheung，1966年4月24日—），女，中國時尚記者。她是中國版《Vogue》雜誌的前總編輯，她曾是中國版《她》(Elle) 雜誌的編輯部主任，也曾擔任過香港版《美麗佳人》雜誌的主編。她曾為高盛公司工作過一段時間，於1990年畢業於北京大学。她還共同出版過香港多本時尚雜誌。2020年離開中國版Vogue。2021年加入紅杉資本中國基金成為合伙投資人。